# Мечоопашат рак
Мечоопашатият рак, известен още като подковообразен рак, меченосец или ксифозура (Limulus polyphemus), е вид едро водно членестоного. Запазил се почти без промяна в продължение на последните 250 – 300 милиона години, този вид, обитаващ атлантическото крайбрежие на САЩ (от Масачузетс до мексиканския полуостров Юкатан), бива често наричан живо изкопаемо. Той е един от четирите вида от клас Xiphosura, живеещи днес, и единствен в Атлантическия океан.
Район на ежегодна миграция е заливът Делауеър, разделящ едноименния американски щат Делауеър от щата Ню Джърси.
Въпреки че едно от наименованията му е „подковообразен рак“, това членестоного не принадлежи към клас Ракообразни (Crustacea) както останалите раци, а към отделен клас Xiphosura (преди Merostomata). В този смисъл най-близки таксономично до него са организмите от клас Паякообразни (Archnida), като скорпиони, паяци.